# Gran Premi de l'est dels Estats Units
El Gran Premi dels Estats Units Est va ser una carrera vàlida pel Campionat mundial de la Fórmula 1 entre els anys 1982 i 1988.
L'any 1982, als Estats Units es van disputar tres grans premis de Fórmula 1. Hi havia ja els grans premis de Long Beach i Las Vegas, i s'hi va afegir aquest nou Gran Premi, amb seu a Detroit, amb un circuit urbà pels carrers de la ciutat.
El circuit original tenia 17 corbes, 2 xicanes de gran dificultat i un túnel al marge del riu. Amb totes aquestes dificultats, es va aconseguir un GP més lent que el Gran Premi de Mònaco.
L'any 1989, la carrera va deixar de formar part del calendari de la Fórmula 1 i fou inclòs al campionat CART. A partir de 1992, la carrera es disputava a Belle Isle, un parc de la ciutat sobre el riu Detroit. El gran premi es va deixar de disputar-se a partir del 2001 a causa del fet que es van reduir les vies pavimentades a l'illa.

## Guanyadors del Gran Premi
Les curses dels anys que no van formar part del calendari de la Fórmula 1 estan marcats amb un fons de color.
| Any  | Pilot                         | Equip              | Resultats |
| ---- | ----------------------------- | ------------------ | --------- |
| 2001 | Hélio Castroneves (Brasil)    | Reynard-Honda      |           |
| 2000 | Hélio Castroneves (Brasil)    | Reynard-Honda      |           |
| 1999 | Dario Franchitti (Escòcia)    | Reynard-Honda      |           |
| 1998 | Alex Zanardi (Itàlia)         | Reynard-Honda      |           |
| 1997 | Greg Moore (Canadà)           | Reynard-Mercedes   |           |
| 1996 | Mario Andretti (Estats Units) | Lola-Cosworth      |           |
| 1995 | Robby Gordon (Estats Units)   | Reynard-Ford       |           |
| 1994 | Paul Tracy (Canadà)           | Penske-Ilmor       |           |
| 1993 | Danny Sullivan (Estats Units) | Lola-Chevrolet     |           |
| 1992 | Bobby Rahal (Estats Units)    | Lola-Chevrolet     |           |
| 1991 | Emerson Fittipaldi (Brasil)   | Penske-Chevrolet   |           |
| 1990 | Mario Andretti (Estats Units) | Lola-Chevrolet     |           |
| 1989 | Emerson Fittipaldi (Brasil)   | Penske-Chevrolet   |           |
| 1988 | Ayrton Senna                  | McLaren - Honda    | Resultats |
| 1987 | Ayrton Senna                  | Lotus - Honda      | Resultats |
| 1986 | Ayrton Senna                  | Lotus - Renault    | Resultats |
| 1985 | Keke Rosberg                  | Williams - Honda   | Resultats |
| 1984 | Nelson Piquet                 | Brabham - BMW      | Resultats |
| 1983 | Michele Alboreto              | Tyrrell - Cosworth | Resultats |
| 1982 | John Watson                   | McLaren - Cosworth | Resultats |